# Klüx (Adelsgeschlecht)
Klüx ist der Name eines erloschenen Oberlausitzer Adelsgeschlechts.

## Geschichte
Das Geschlecht derer von Klüx (auch: Kluiz, Clux, Klix oder Klyx) gehört zum Oberlausitzer Uradel und leitet seinen Familiennamen vom gleichnamigen Stammhaus Klix unweit von Bautzen ab. Mit Waltherus de Kluiz wurde die Familie im Jahre 1282 erstmals urkundlich genannt. Eine weitere frühe urkundliche Nennung erfolgte mit Jenchin de Clux im Jahre 1324. Mit dem „alten Klüx“ auf Strahwalde (bis 1645 im Familienbesitz) beginnt das Geschlecht im Jahr 1500 seine Stammreihe. Weiterer zeitweiser Gutsbesitz bestand u. a. zu Friedersdorf (1427–1651), Gröditz, Wingendorf (1420), Kollm, Niederberthelsdorf (1635), Pottschapplitz (1592–1609) Rennersdorf, Scheidenbach (um 1700), Tzschocha (1419–1451), Mittelherwigsdorf (1720), Wendisch- und Niedersohland und Wiesa. 
Mit dem sächsischen Oberstleutnant Paul von Klüx (1828–1903) erlosch das Geschlecht derer von Klüx im Mannesstamm.

## Angehörige
- Wolfgang Heinrich Ernst von Klüx (1728–1805), preußischer Generalleutnant
- Joseph Friedrich Karl von Klüx (1774–1816), preußischer Generalmajor
- Ernst von Klüx (1776–1858), preußischer Generalleutnant

## Wappen
In Rot ein schrägrechts liegender silberner (auch natürlicher) Lindenast mit drei, oben zwei und unten einem silbernen (auch grünen) Blättern. Auf dem gekrönten Helm mit rot-silbernen (auch rot−goldenen) Decken drei (silbern–rot–goldene oder silbern–rot–silberne) Straußenfedern.

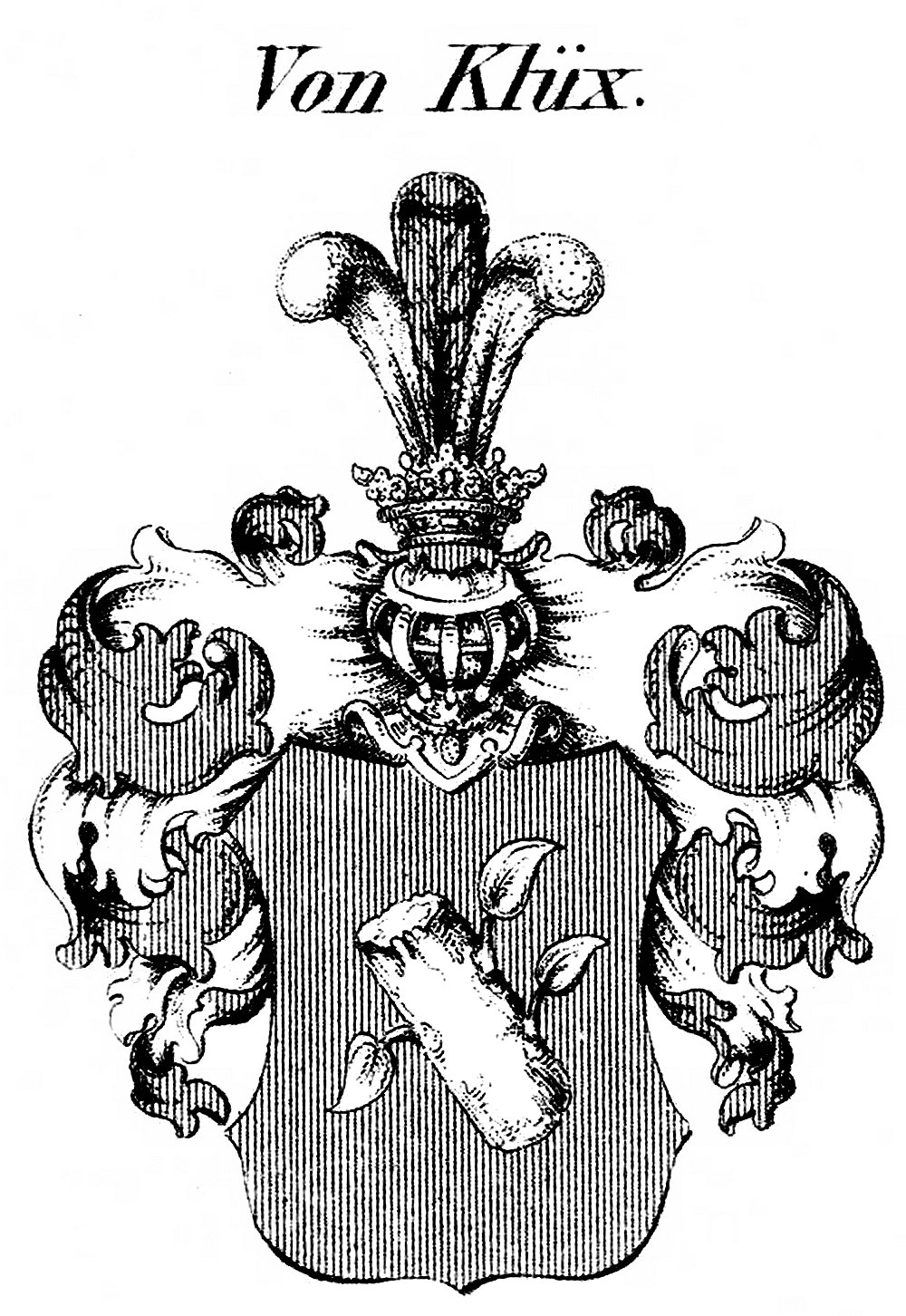
Stammwappen
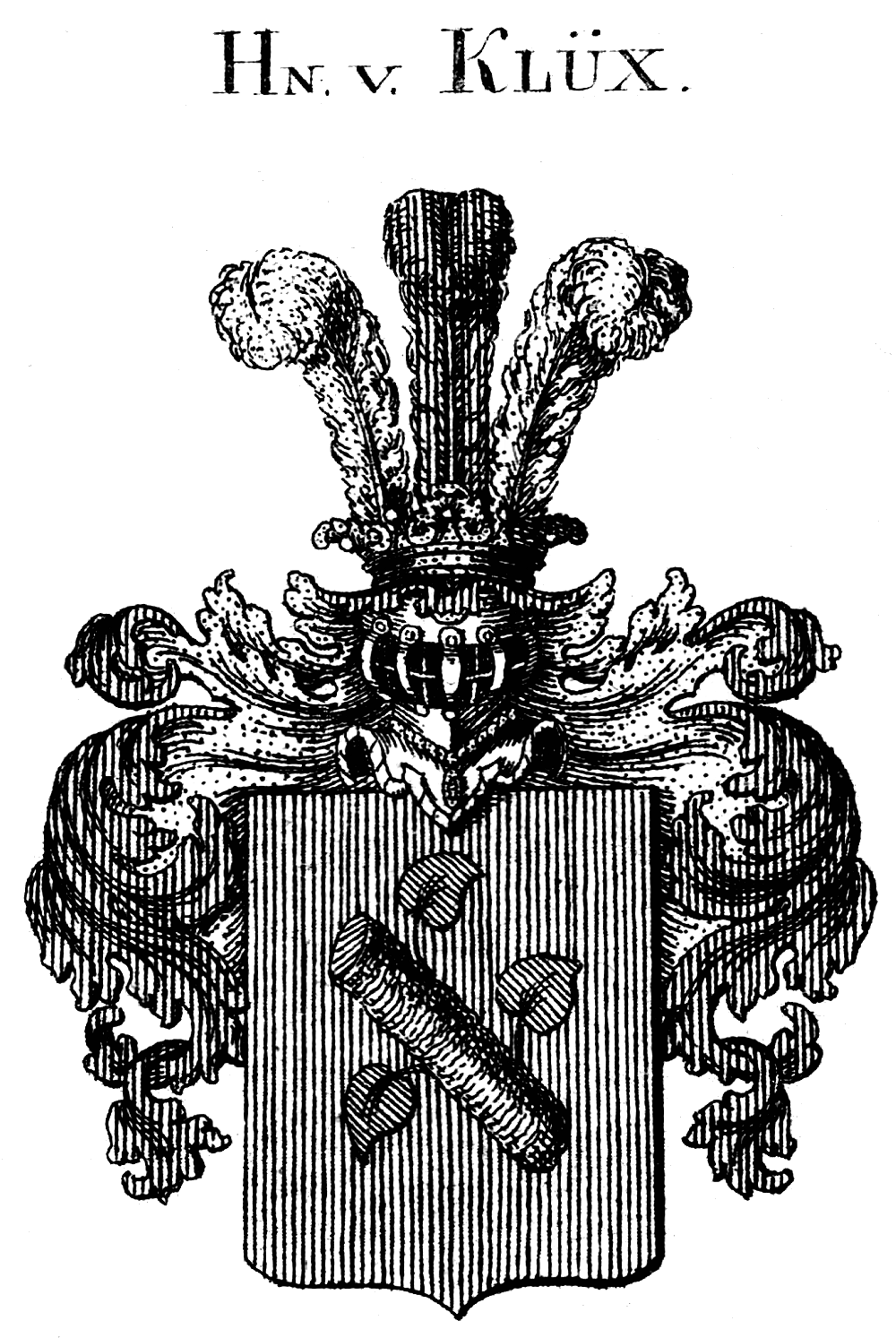
Wappenvariante
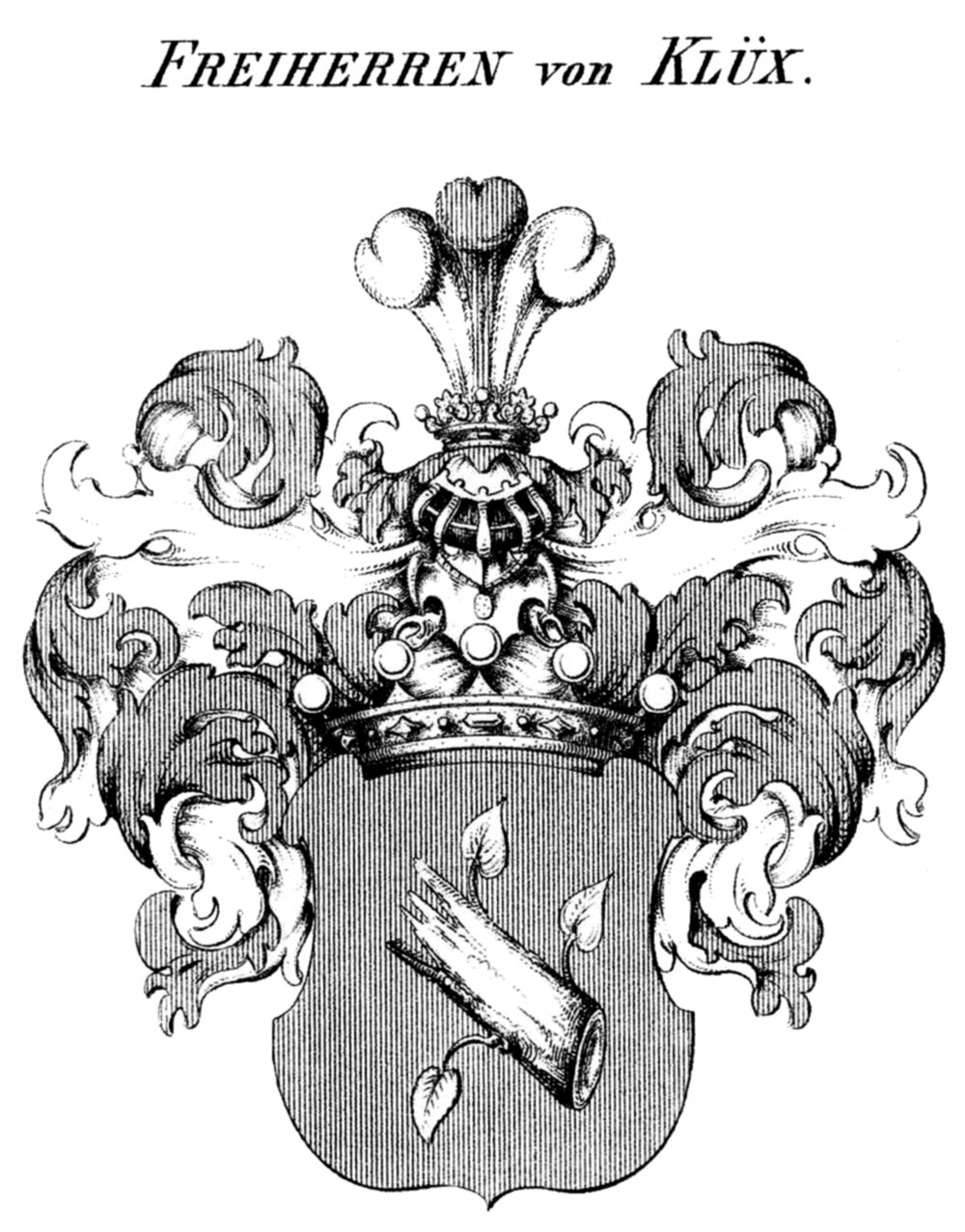
Freiherrenwappen